# Gerhard Lindemann
Pour les articles homonymes, voir Lindemann.
Gerhard Lindemann (2 août 1896 à Verden an der Aller – 28 avril 1994 à Brême) est un Generalmajor allemand qui a servi dans la Heer au sein de la Wehrmacht pendant la Seconde Guerre mondiale.
Il a été récipiendaire de la croix de chevalier de la croix de fer avec feuilles de chêne. La croix de chevalier de la croix de fer et son grade supérieur, les feuilles de chêne, sont attribués pour récompenser un acte d'une extrême bravoure sur le champ de bataille ou un commandement militaire avec succès.

## Biographie
Gerhard Lindemann s'engage en août 1914 comme volontaire de guerre dans le 7e régiment d'artillerie de campagne (de), est promu lieutenant en août 1915 dans le 158e régiment d'infanterie et est démobilisé le 31 mars 1920 après la Première Guerre mondiale.
Gerhard Lindemann est capturé par les forces soviétiques en juillet 1944 durant l'Offensive de Lvov–Sandomierz. Il reste en captivité jusqu'en 1955.

## Décorations
- Croix de fer (1914)
  - 2e classe (5 octobre 1915)
  - 1re classe (25 avril 1918)
- Croix d'honneur
- Agrafe de la croix de fer (1939)
  - 2e classe (24 mai 1940)
  - 1re classe (10 juin 1940)
- Médaille du Front de l'Est
- Croix allemande en or (7 mars 1942)
- Croix de chevalier de la croix de fer avec feuilles de chêne
  - Croix de chevalier le 25 janvier 1943 en tant que Oberst et commandant du Infanterie-Regiment 216[1]
  - 580e feuilles de chêne le 10 septembre 1944 en tant que Generalmajor et commandant de la 361. Infanterie-Division[2]